# Oczeretne
Oczeretne (ukr. Очеретне) – wieś na Ukrainie, w obwodzie tarnopolskim, w rejonie krzemienieckim, w hromadzie Wiśniowiec. W 2001 roku liczyła 456 mieszkańców.
Do 1946 roku nosiła nazwę Świniuchy (ukr. Свинюхи, Swyniuchy).